# Groupe de NGC 3665
Le groupe de NGC 3665 comprend au moins huit galaxies situées dans la constellation de la Grande Ourse. La distance moyenne entre ce groupe et la Voie lactée est d'environ 34,5 Mpc (∼113 millions d'al). 

## Membres
Le tableau ci-dessous liste les sept galaxies du groupe indiquées dans l'article de A.M. Garcia paru en 1993. Dans un article paru en 1998, Abraham Mahtessian mentionne aussi l'existence de ce groupe, mais il n'y figure que les quatre galaxies du catalogue NGC auquel il ajoute la galaxie UGC 6517 qui est notée 1129+3658 abréviation de CGCG 1122.3+3658. Cette galaxie figure dans la dernière ligne du tableau. 
| Nom      | Class.    | Type                     | α (J2000.0)   | δ (J2000.0) | Vitesse radiale (km/s) | m    | Distance (Mpc) | Diamètre (kal) |
| -------- | --------- | ------------------------ | ------------- | ----------- | ---------------------- | ---- | -------------- | -------------- |
| NGC 3648 | S0        | Lenticulaire             | 11h 22m 31.5s | 39° 52′ 37″ | 1970 ± 5               | 12,6 | 32,8 ± 2,3     | 53             |
| NGC 3652 | SBc       | Spirale barrée           | 11h 22m 39.0s | 37° 45′ 54″ | 1989 ± 2               | 12,2 | 33,2 ± 2,3     | 83             |
| NGC 3658 | SA0^0(r)? | Lenticulaire             | 11h 23m 58.2s | 38° 33′ 44″ | 2039 ± 5               | 12,2 | 33,9 ± 2,4     | 64             |
| NGC 3665 | SA0^0(s)  | Lenticulaire             | 11h 24m 43.7s | 38° 45′ 46″ | 2069 ± 5               | 10,8 | 34,3 ± 2,4     | 83             |
| UGC 6416 | Im?       | Irrégulière magellanique | 11h 24m 22.1s | 39° 14′ 45″ | 1936 ± 2               | 14,5 | 32,3 ± 2,3     | 44             |
| UGC 6428 | Sdm?      | Spirale magellanique     | 11h 24m 54.0s | 37° 55′ 31″ | 2018 ± 5               | 15,5 | 33,6 ± 2,4     | 53             |
| UGC 6433 | Pec       | Particulière             | 11h 25m 31.0s | 38° 03′ 38″ | 2109 ± 1               | 13,8 | 35,0 ± 2,5     | 61             |
| UGC 6517 | Sbc       | Spirale                  | 11h 32m 02.4s | 36° 41′ 53″ | 2497 ± 5               | 12,9 | 40,8 ± 2,9     | 61             |

Le site DeepskyLog permet de trouver aisément les constellations des galaxies mentionnées dans ce tableau ou si elles ne s'y trouvent pas, l'outil du site constellation permet de le faire à l'aide des coordonnées de la galaxie. Sauf indication contraire, les données proviennent du site NASA/IPAC. 